# Norops homolechis
Norops homolechis är en ödleart som beskrevs av  Cope 1864. Norops homolechis ingår i släktet Norops och familjen Polychrotidae. Inga underarter finns listade i Catalogue of Life.